# Shannonomyia (Shannonomyia) cacoxena
Shannonomyia (Shannonomyia) cacoxena is een tweevleugelige uit de familie steltmuggen (Limoniidae). De soort komt voor in het Neotropisch gebied.